# Francisco de Paula Rodrigues Alves

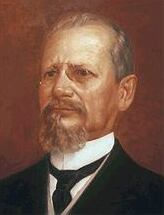
Francisco Rodrigues Alves

Francisco de Paula Rodrigues Alves (Guaratinguetá, São Paulo, 7 de julio de 1848-Río de Janeiro, 16 de enero de 1919) fue un político brasileño, que se desempeñó como presidente constitucional de Brasil entre 1902 y 1906. Elegido Presidente de la República dos veces, cumplió el primer mandato hasta 1906, pero no pudo asumir el segundo (que se debía extender de 1918 a 1922) debido a la gripe española, que lo llevó a la muerte en enero siguiente, sin haber ocupado la presidencia.

## Biografía
Estudió en el colegio Pedro II, se recibió de bachiller en Letras y se diplomó en la Facultad de Derecho de São Paulo. Fue concejal, diputado provincial y general por el Partido Conservador. Fue Presidente de la provincia de São Paulo en 1887, recibiendo el título de Consejero.
En 1890 fue elegido diputado en la Constituyente y en 1891 Ministro de Hacienda. En 1893 fue elegido senador por su estado, renunciando en 1894 para ocupar nuevamente la cartera de Hacienda en el gobierno de Prudente de Morais. Rodrigues Alves fue el negociador de la consolidación de los empréstitos externos con los banqueros ingleses Rotschild. Fue presidente de São Paulo en 1900 antes de asumir la presidencia brasileña, en 1902.

### Presidencia constitucional de la República
Su gobierno fue destacado por la Campaña de Vacuna Obligatoria, promovida por el médico sanitarista y Secretario de Salud Oswaldo Cruz, que generó la Revuelta de la Vacuna, y por la Reforma urbana de Río de Janeiro, realizada bajo los planes del alcalde de esa ciudad, el ingeniero Pereira Passos. Su administración financiera fue exitosa. El presidente disponía de mucho dinero, ya que su gobierno coincidió con el auge del ciclo del caucho en Brasil, cabiendo al país un 97% de la producción mundial. En 1903, Rodrigues Alves compró la región de Acre a Bolivia, por el Tratado de Petrópolis. En su primer mandato, el vicepresidente elegido fue Francisco Silviano de Almeida Brandão, que falleció; quien asumió la vicepresidencia fue Afonso Pena. Dejó la presidencia con gran prestígio, siendo llamado "el gran presidente". Su administración ha sido reconocida en Brasil y el extranjero, como una de las más notables del régimen republicano.
Bajo su gobierno, además, se emprendió el saneamiento y embellecimiento de Río de Janeiro; la construcción y mejoramiento de los puertos; el desenvolvimiento de la Armada Nacional y el aumento de vías férreas. 
Se destacaron en su gabinete José Leopoldo de Bulhões Jardim (Hacienda), Lauro Müller (Transporte) y el Barón de Río Branco (Relaciones Exteriores).

### Actuación posterior
En 1912, fue nuevamente elegido presidente del estado de São Paulo y, en 1916, volvió a ocupar un asiento en el Senado Federal. Electo para el segundo mandato como Presidente en 1918, había contraído gripe española, y no pudo asumir el cargo. Falleció poco después, y el vicepresidente Delfim Moreira lo sucedió interinamente y convocó a nuevas elecciones presidenciales.
Hoy es considerado el presidente que más se preocupó de la población de la República Velha (República Vieja).
Su sobrino Carlos Alberto Alves de Carvalho Pinto fue gobernador, ministro y senador.